# 서아시아
서아시아(영어: Western Asia)는 아시아의 서쪽 지방으로, 유럽(지중해, 에게해, 흑해 반도)과 아프리카(시나이반도) 대륙을 모두 접하는 길목이다. 현재 중동의 일부로 분류된다. 유럽쪽으로는 아나톨리아 반도, 아프리카쪽으로는 아라비아 반도, 그리고 아시아 쪽으로는 인도양을 접하고 있다. 건조한 사막 지역으로 대부분 이루어져 있으며 원유가 많이 나오는 곳으로도 유명하다.
북쪽으로 코카서스 지역(조지아, 아르메니아, 아제르바이잔), 남쪽으로 아라비아반도, 서쪽으로 이집트와 지중해, 동쪽으로 이란 고원과 중앙아시아에 접하고 있다. 주요 국가로는 사우디아라비아, 이란, 이라크, 튀르키예, 시리아, 이스라엘, 팔레스타인, 요르단, 레바논, 쿠웨이트, 아랍에미리트(UAE), 카타르, 오만, 예멘, 바레인 등이 포함된다. 기후는 건조하고 사막 지대가 많으며, 일부 지역은 지중해성 기후다.
세계 문명의 발상지 중 하나로, 메소포타미아 문명(수메르, 바빌로니아, 아시리아), 페르시아 제국, 오스만 제국 등이 존재했다. 유대교, 기독교, 이슬람교가 모두 이 지역에서 탄생했으며, 현재도 강한 종교적 색채를 띠고 있다.
세계 최대 석유, 천연가스 매장 지역으로, 사우디아라비아, 이란, 이라크, UAE, 쿠웨이트 등의 산유국들이 세계 에너지 시장에서 중요한 역할을 한다. 걸프 협력회의(GCC) 소속 국가들은 두바이, 도하, 리야드 등에서 경제·금융 중심지로 성장하고 있다. 튀르키예와 이란은 제조업과 농업이 발전했으며, 이스라엘은 첨단 기술 산업(IT, 바이오테크, 방산)이 강하다.
팔레스타인-이스라엘 분쟁, 이라크 전쟁, 시리아 내전, 이란-사우디아라비아 갈등 등 복잡한 지정학적 갈등이 지속되고 있다. 튀르키예와 이란은 지역 강국으로 영향력을 행사하며, 사우디아라비아와 UAE는 아랍권에서 중요한 역할을 한다. 미국, 러시아, 유럽 국가의 정부는 이 지역에서 강한 영향력을 행사한다.

## 국가
| 국명           | 공용어              | 수도                                 | 면적Km²   |
| -------------- | ------------------- | ------------------------------------ | --------- |
| 튀르키예       | 튀르키예어          | 앙카라                               | 783,562   |
| 시리아         | 아랍어              | 다마스쿠스                           | 185,180   |
| 이란           | 페르시아어          | 테헤란                               | 1,648,195 |
| 키프로스       | 튀르키예어·그리스어 | 니코시아                             | 9,251     |
| 이스라엘       | 히브리어            | 예루살렘(정부 주장)·텔아비브(사실상) | 20,770    |
| 이라크         | 아랍어・쿠르드어    | 바그다드                             | 438,317   |
| 레바논         | 아랍어・프랑스어    | 베이루트                             | 10,452    |
| 사우디아라비아 | 아랍어              | 리야드                               | 2,149,690 |
| 쿠웨이트       | 아랍어              | 쿠웨이트시티                         | 17,818    |
| 바레인         | 아랍어              | 마나마                               | 665       |
| 예멘           | 아랍어              | 사나(정부 주장)·아덴(사실상)         | 527,968   |
| 팔레스타인     | 아랍어              | 예루살렘(정부 주장)·라말라(사실상)   | 6,020     |
| 요르단         | 아랍어              | 암만                                 | 92,300    |
| 카타르         | 아랍어·영어         | 도하                                 | 11,437    |
| 오만           | 아랍어              | 무스카트                             | 212,460   |
| 아랍에미리트   | 아랍어              | 아부다비                             | 83,600    |
| 북키프로스     | 튀르키예어          | 니코시아                             | 3,355     |

## 때때로 포함되는 나라와 지역
- 이집트 시나이반도
- 아르메니아
- 아제르바이잔
- 아프가니스탄
- 압하지야
- 남오세티야
- 조지아
- 파키스탄

### 서아시아의 지역
- 아나톨리아
- 아라비아
- 레반트 (혹은 근동)
- 메소포타미아
- 캅카스 또는 남캅카스 (때때로 서아시아로도 분류되기도 하는 지역)

## 특징
지형적으로 북부와 남부에 고원을 이룬 곳이 많으며, 그 사이에 메소파타미아의 평야, 혹은 해안의 저지가 있다. 기온은 건조하며, 이라크의 7월 평균 온도는 약 36도나 되며, 아라비아의 사막 지역은 그보다 더 덥다. 하지만, 겨울엔 온도가 비교적 낮아 고산지역 같은 곳에선 적설을 볼 수 있다. 강수량은 이라크로 따지면 연 140mm, 비가 많이 내리지 않아 사람이 사는 지역은 보통 강, 혹은 오아시스가 있는 곳이다. 그래서 옛날에는 티그리스강과 유프라테스강이 매우 중요했다. 서아시아 지역 대부분은 건조지역이라 오랫동안 유목이 발달했으나, 지금은 국경이 생겨 나라를 옮겨다니기 힘들어 유목민의 수가 줄어들고 있다. 오아시스나 하천이 있는 데는 농업이 발달하기도 했으며, 지금은 건조 지역에 인공 수로로 물을 올려와 농사를 짓는다. 아라비아 사막은 석유가 많이 나 1980년대에는 이스라엘을 고립시키기 위해  석유 파동을 일으키기도 했다. 사우디아라비아는 세계에서 석유가 가장 많이 나며, 그 주변 국가도 석유 수출국 10위 내에 든다.
서아시아는 지리적으로 동양과 서양의 사이에 있어 과거에 침략의 대상이었다. 그래서 페르시아와 알렉산드로스 대왕의 마케도니아 제국, 바빌론 같은 거대한 제국은 서아시아에 있었다. 이러한 이유로 서아시아는 역사가 매우 복잡하다. 서아시아는 이스라엘을 제외하고는 모두 이슬람교를 믿는 아랍 국가다. 따라서 이스라엘은 제외하곤 공용어가 아랍어다. (이스라엘은 히브리어와 아랍어 둘 다 사용) 하지만, 이스라엘의 예루살렘은 유대교, 기독교, 이슬람교의 공동성지다. 유대교는 통곡의 벽이, 기독교는 성묘 교회, 이슬람교는 바위 돔 사원(우마르 사원)이 있기 때문이다. 사우디아라비아 메카와 메디나는 이슬람 3대 성지라 예루살렘 바위 돔 사원과 같이 매년 수많은 무슬림이 순례를 다녀온다.

## 자연 환경
지형은 대부분 사막으로 이루어져 있으며 대표적인 사막은 룹알할리 사막이 있다. 강으로는 유프라테스강, 티그리스강 등의 강이 있고 산맥은 술라이만산맥, 코페트산맥 등이 있다. 기후는 주로 건조기후이며 지중해 지역은 지중해성 기후를 띤다. 대부분의 지역의 연평균 강수량은 50mm이하이며 메소포타미아와 유프라테스 강과 티그리스강 근처에는 약 250mm~700mm가 이 지역의 연평균 강수량이다.

## 같이 보기
- 중동
- 중앙아시아
- 남아시아
- 북아프리카